# Jacques Povolozky
Jacques Povolozky (en russe : Яков (Якоб, Иаков) Евгеньевич, Поволоцкий), de son vrai nom Yakov Ffimovitch Bendersky (en russe : Яков Ефимович Бендерский,), né à Odessa le 1er novembre 1881 et mort le 25 décembre 1945 à Paris, est un galeriste, libraire et éditeur français, un agent secret (un espion de l'Okhrana еt, possible, de Komintern), un franc-maçon; nom de plume — Mikhaïl Plahotnikov (en russe : Мих. Плахотников,).

## Biographie
Jacques Povolozky est le fils de Mochki Povolozki et de Eugénie Bendersky, dentiste à Kiev.
Il émigre en France au début du siècle, séjourne à Reims, arrive en mai 1908 à Paris et habite rue Daniel-Stern.
En 1909, il épouse Hélène Joséphine Bernier (1882-1979).
Il crée sa maison d’édition en 1910.
Il tient au 13 de la Rue Bonaparte, puis au 17, Rue des Beaux-Arts, une librairie qui porte son nom.
Par l'intermédiaire de Léopold Zborowski, il rencontre de nombreux artistes, parmi lesquels Modigliani, Picasso, et Soutine.
En 1917, Modigliani peint le portrait de sa femme Hélène.
Le libraire-éditeur franco-russe établit au 13 de la Rue Bonaparte de 1919 à 1938, une galerie d'art nommée La Cible, dirigée par sa femme Hélène.
Naturalisé français, il vit avec son épouse, artiste peintre, dans sa maison située Cour de Rohan. Le couple n'a pas d'enfant.
En juillet 1932, la maison d'édition Jacques Povolozky & Cie est mise en liquidation judiciaire à la cause de mauvaises affaires.
Après la fin de la guerre, il est engagé au 12e régiment du train, au grade de commandant.
Jacques Povolozky meurt en décembre 1945, dans un accident de la circulation, à l'âge de 64 ans.

## Publication
traduction du russe vers le français
- Sanine (« Санин »), de Mikhaïl Artsybachev, Paris, B. Grasset, 1911.
- A l'extrème limite (« У последней черты »), de Mikhaïl Artsybachev, Paris, B. Grasset, 1913.